# Na Dúnaibh
Na Dúnaibh (en anglès Downings) és una vila d'Irlanda, al comtat de Donegal, a la província de l'Ulster. Es troba a la Gaeltacht an Láir, a la península de Rosguill. L'origen del nom és ambigu i podria referir-se a la quantitat de fortificacions al turons de la zona, o podria ser un hibernicització del nom anglès, per descriure les dunes de sorra que connecten la península amb el continent.

## Economia
Na Dúnaibh solia ser un important port pesquer amb una substancial flota d'areng. Avui, però, l'economia sobreviu en el turisme, i només tres vaixells es guanyen la vida al mar de manera tradicional. Situat com està a Sheephaven Bay, un dels ancoratges dels més segurs a la costa nord-oest d'Irlanda, Na Dúnaibh ha començat a atendre els pescadors esportius internacionals, el nord-oest d'Irlanda d'estar a la ruta de migració de tonyina vermella i altres espècies de caça.

## Història
El 2007, els bussos locals van recuperar un canó de proa del SS Laurentic. El canó està muntat al costat del moll de Na Dúnaibh.

## Personatges
- Philip Boyce, Bisbe de Raphoe
- Maxi Curran, entrenador de futbol gaèlic[4]